# A Ride for a Bride
A Ride for a Bride er en amerikansk stumfilm fra 1913 af George Nichols.

## Medvirkende
- Roscoe 'Fatty' Arbuckle
- Charles Avery
- Alice Davenport
- Edgar Kennedy
- Ford Sterling